# Тит Віргіній Трікост Целіомонтан (консул 448 року до н. е.)
Тит Віргіній Трікост Целіомонтан (лат. Titus Virginius Tricostus Caeliomontanus; V століття до н. е.) — політичний, державний і військовий діяч часів Римської республіки, консул 448 року до н. е.

## Біографія
Походив з патриціанського роду Вергініїв. Імовірно, він є сином Спурія Вергінія Трікоста Целіомонтана, консула 456 року до н. е.
448 року до н. е. його було обрано консулом разом з Спурієм Гермінієм Корітінезаном Аквіліном. Консульський термін пройшов без помітних подій. За словами Тита Лівія консули «не дуже старалися стати на бік патриціїв або плебеїв, зате підтримували мир як вдома, так і за кордоном». Йшло обговорення пропозицій закону, відомим як Lex Trebonia, представленого народним трибуном Луцієм Требонієм Аспро, 